# Прола II
Прола II (тел. రెండవ ప్రోలరాజు; д/н–1157/1158) — нріпаті Держави Какатіїв в 1116—1157/1158 роках. Заклав основи для встановлення незалежності.

## Життєпис
Молодший син Бети II. Посів трон 1116 року після смерті старшого брата Дургараджи. Відомий тим, що у 1120-х роках очолив війська, що виступили проти Кумари Тайлапи, молодшого брата магараджахіраджи Сомешвари III. Повстання було придушено, а тайлапа опинився в полоні.
Проте десь у 1130-х роках Прола II звільнив Кумару Тайлапу, що призвело до загального повстання васалів Західних Чалук'їв. Це в свою чергу спричинило занепад останніх. Сприяв приходу до влади Джагадекамалли II, якому загалом все більше номінально підпорядковувався. За цих обставин захопив Тайлапагоду, Говіндараджу, Гундараджу і Джагадеву. У 1150-х роках діяв спільно з Біджалою II, маграджею Південних Калачура, проти Тайлапи III.
З невідомих причини перейшов з джайнізму до шиваїзму, ймовірно маючи на меті здобути прихильність знаті Декану, куди також здійснив похід.
В наступні роки вів війни проти династій Неллора Чода і Веланаті Чода, васалів Чола. В одній з битві 1157 чи 1158 року зазнав поразки від Чодаяраджа, полководця Гонки II, дурджаї Веланаті Чода. В ній Прола II загинув. Йому спадкував син Пратапарудра I.